# Фишер, Беньямин
Беньямин Фишер (нем. Benjamin Fischer; 19 октября 1980, Грабс, Швейцария) — лихтенштейнский футболист, нападающий. Выступал в сборной Лихтенштейна.

## Карьера

### Клубная
Беньямин — воспитанник клуба «Грассхоппер». За свою карьеру успел поиграть в клубах «Эшен-Маурен», «Вадуц», «Кур 97» и «Кьяссо». Всего провёл 267 матчей, забив в них 129 мячей.

### В сборной
В основной сборной дебютировал 3 сентября 2005 года в матче против сборной России, который завершился поражением лихтенштейнцев — 0:2.

#### Голы за сборную
| # | Дата            | Место                                   | Соперник   | Счёт | Результат | Турнир                    |
| - | --------------- | --------------------------------------- | ---------- | ---- | --------- | ------------------------- |
| 1 | 7 сентября 2005 | Райнпарк Штадион, Вадуц, Лихтенштейн    | Люксембург | 2:0  | 3:0       | Отборочный матч к ЧМ 2006 |
| 2 | 8 октября 2005  | Муниципал де Авейру, Авейру, Португалия | Португалия | 1:0  | 1:2       | Отборочный матч к ЧМ 2006 |

## Достижения

### Личные
- Футболист года в Лихтенштейне: 2003/04[1]